# Halecia trilineata
Halecia trilineata es una especie de escarabajo del género Halecia, familia Buprestidae. Fue descrita científicamente por Waterhouse en 1905.